# Magic theatre
Magic theatre is het vijfde studioalbum van Gandalf. Hij nam het op in zijn eigen Beginning-geluidsstudio. Het beschrijft het gevoel dat iemand kan krijgen als hij een magisch theater binnenstapt. Het album draagt "P" 1983, de artiest zelf geeft aan dat het eind 1984 is uitgegeven.

## Musici
- Gandalf – alle muziekinstrumenten behalve
- Robert Julian Horky – dwarsfluiten
- Egon Gräger – slagwerk
- Peter Aschenbrenner – saxofoon, piano
- Heinz Hummer – basgitaar

## Muziek
| Nr. | Titel                                                     | Duur  |
| --- | --------------------------------------------------------- | ----- |
| 1.  | Entrance (The corridor of the seven doors)                | 5:47  |
| 2.  | 1st door (Reflections form childhood)                     | 4:02  |
| 3.  | 2nd door (Castles of sand)                                | 13:06 |
| 4.  | 3rd door (Loss of identity in the labyrinth of delusions) | 3:15  |
| 5.  | 4th door (The magic mirror)                               | 3:52  |
| 6.  | 5th door (Beyond the wall of ignorance)                   | 7;35  |
| 7.  | 6th door (Peace of mind)                                  | 4:54  |
| 8.  | 7th door (The fountain of real joy)                       | 5:36  |
| 9.  | Exit                                                      | 3:37  |